# فیلیپ ریچاردسون
فیلیپ ریچاردسون (انگلیسی: Philip Richardson; ۲۶ ژانویهٔ ۱۸۶۵ – ۲۳ نوامبر ۱۹۵۳) سیاست‌مدار اهل بریتانیا بود.